# Nacimientogebirge
Das Nacimientogebirge (auch Sierra Nacimiento oder Nacimiento Mountains) ist ein Gebirge in New Mexico, USA. Es liegt westlich der Jemez-Berge in der Nähe von Cuba. Der höchste Punkt der Gebirgskette ist der San Pedro Peaks, dessen Höhe 3224 Meter beträgt.
Nacimiento ist zwar vergleichsweise von geringer Höhe, ist aber geologisch interessant, da es die Westgrenze des Rio Grande-Rifts bildet. Dies ist eine große Riftzone, durch die der Rio Grande fließt. Die Sangre de Cristo-Berge, die östlich des Rio Grande-Rifts liegen, sind bedeutend höher und verwitterter als die Nacimiento-Berge, die aus langen, sanften Rifts bestehen, die an keinem Punkt über die Waldgrenze ragen. Die Jemez-Berge liegen zwischen den Nacimientos und den Sangre de Cristos und werden häufig fälschlicherweise für einen Teil der Riftstruktur gehalten. Tatsächlich sind sie vulkanischen Ursprungs.
Ein Großteil des Gebirges liegt im Bereich der San Pedro Parks und steht unter Naturschutz. Das Gebiet wird von vielen Wanderwegen durchkreuzt und ist ein beliebtes Ziel für Trekker. Der Niederschlag in dieser Region ist stärker als in vielen anderen Gebirgszonen New Mexicos, da es unmittelbar windaufwärts keine höheren Gebirgsketten gibt. Deshalb sind die Wanderwege in der Nähe der Berge das meiste Jahr über weich und feucht. San Gregorio, ein Baggersee im südlichen Teil des Naturschutzgebietes, ist ein beliebter Ort bei Anglern.